# Anel da Vida

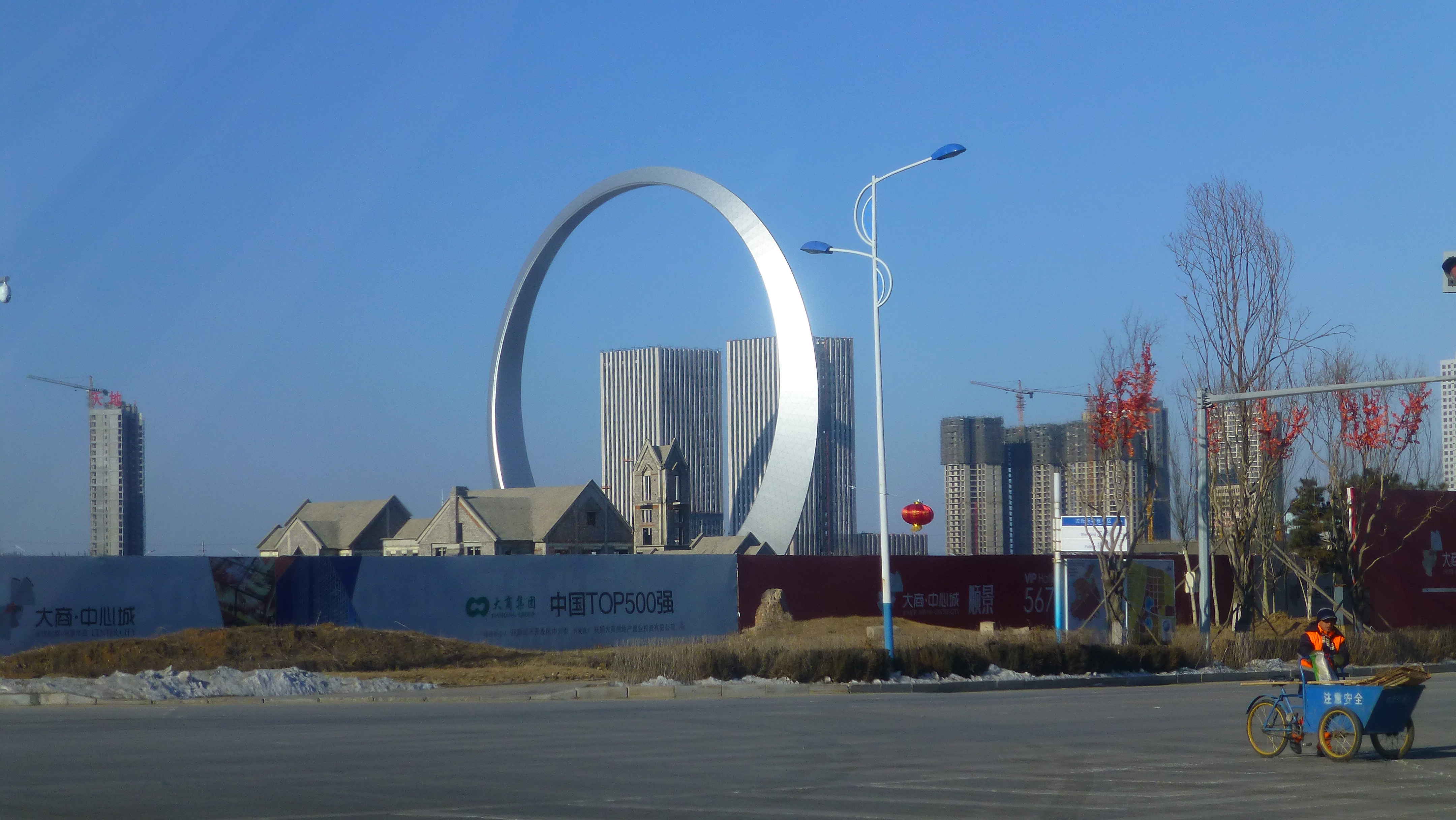
Foto do Anel da Vida em 30 de janeiro de 2014.

The Ring of Life é um monumento construído em Fushun, na China.
Possui uma estrutura em formato de anel, que tem um acesso ao topo através de quatro elevadores.